# Benjamin Tranchant
Benjamin Tranchant, né le 1er septembre 1970 à Boulogne-Billancourt, est un homme d'affaires français. 

## Vie privée
Il est, avec ses frères Romain et Sébastien, le fils de Georges Tranchant, un ancien homme politique et homme d'affaires français, né le 23 juin 1929 à Château-Porcien et mort le 5 juin 2020 à Paris. La fortune de sa famille est estimée en 2013 à 135 millions d’euros par le magazine Challenges.
En 2015, il devient vice-président du groupe dirigé par son père. Il est pilote professionnel, féru de chasse et pratique le ball-trap en compétition.

## Affaires judiciaires et controverses
En 2021, il est condamné par le tribunal de Montargis pour « prélèvement sans autorisation dans le milieu naturel » de gibier sur son domaine de Langesse, il écope d'une amende ainsi qu'une suspension de son permis de chasse pour 2 ans. Ce verdict, qu'il conteste, est suspendu en appel.
En 2023, le journaliste Hugo Clément est mis en examen pour diffamation après une plainte de Benjamin Tranchant. Ce dernier avait été suivi par les caméras de la chaîne de télévision France 2 dans son domaine de chasse en enclos. Benjamin Tranchant estime que la manière dont le journaliste a présenté la chasse à l’enclos met en cause son honneur et sa réputation. Hugo Clément décrit la procédure comme « n'ayant aucune chance d’aboutir », il estime également « qu'il s’agit d’une pure procédure bâillon et que Benjamin Tranchant est très riche et peut donc se permettre d’engager des frais simplement pour impressionner »,,.